# 곡성기차마을휴게소
곡성기차마을휴게소(谷城汽車마을休憩所, Gokseong Train Village Service Area)는 전라남도 곡성군 겸면 가정리에 위치한 호남고속도로의 고속도로 휴게소이다.

## 시설
- 주차장
- 화장실
- 종합안내소
- 정유소 : EX-OIL,현대오일뱅크,E1
- 식당가
- 편의점
- 곡성군농수산물 행복장터
- 클라이머홀릭
- 브랜드매장 : 크리스피크림도넛, 엔젤리너스
- 전기차충전소
- ATM

## 전후
순천 방면
- 승주 나들목→곡성기차마을휴게소→서순천 나들목
- 주암휴게소→ 곡성기차마을휴게소